# Fabio Santamaria
Fabio Santamaria (* 6. Februar 1993) ist ein italienischer Schauspieler.
Santamaria spielte in den Jahren 2007 bis 2008 die Rolle des Roberto in Kinder- und Jugendfernsehserie Ein Fall für B.A.R.Z..

## Filmografie
- 2007–2008: Ein Fall für B.A.R.Z. (Fernsehserie)